# Poeciloderas ornatipennis
Poeciloderas ornatipennis är en tvåvingeart som först beskrevs av Krober 1934.  Poeciloderas ornatipennis ingår i släktet Poeciloderas och familjen bromsar.
Artens utbredningsområde är Peru. Inga underarter finns listade i Catalogue of Life.